# Metro-/sneltrammaterieel M4/S3

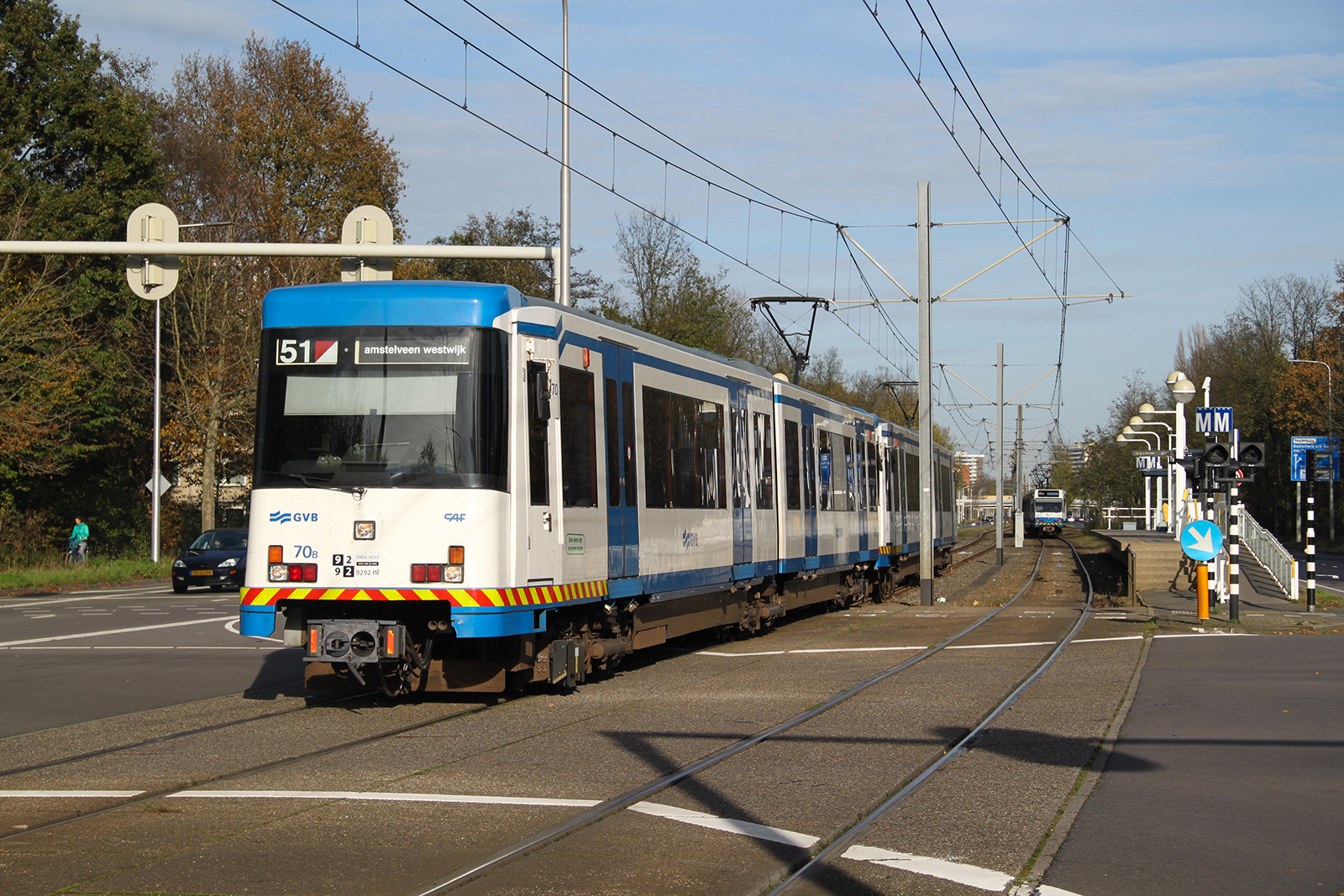
S3-sneltramstel in het wit-blauwe kleurenschema nabij halte Sportlaan.

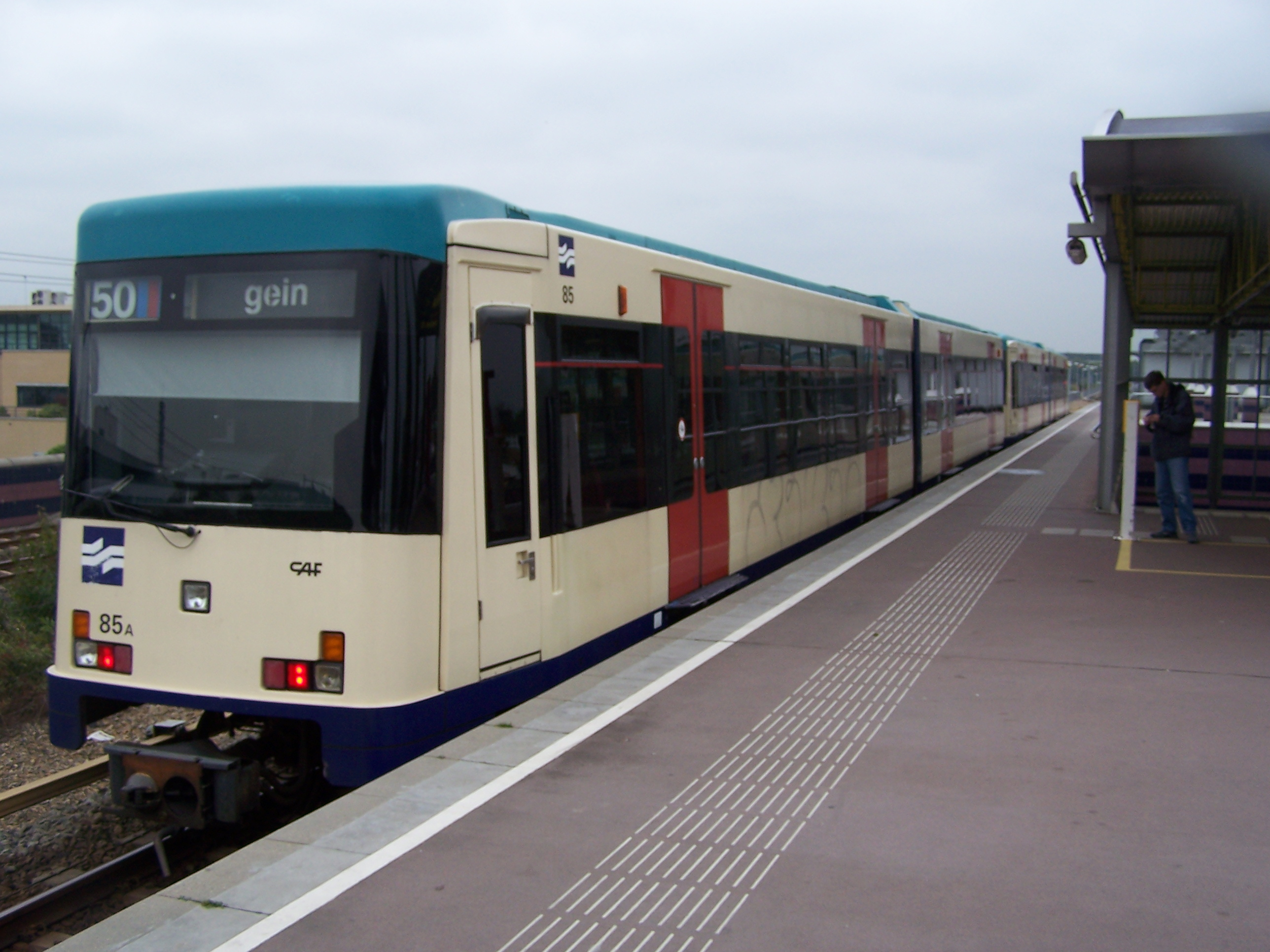
M4-metrotreinstel 85 in het oorspronkelijke kleurenschema op het metrostation Isolatorweg. In 2023 is dit stel afgevoerd

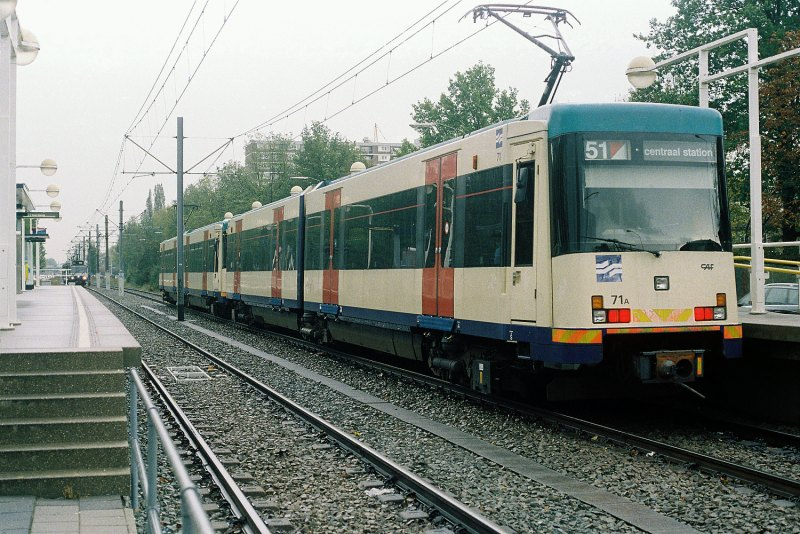
S3-sneltramstel in het oorspronkelijke kleurenschema bij halte Sportlaan.

De serie S3/M4 van de Amsterdamse metro, met de wagennummers 70-73 (S3) en 74-106 (M4) werd gebouwd door CAF in Beasain, Baskenland, (Spanje) en geleverd in 1996-1997. Dit zijn metro/sneltrams met een lengte van 30,90 meter en een breedte van 2,65 meter, bestaande uit twee wagenbakken, die op twee gewone en een jacobsdraaistel liggen. Sinds april 2024 is dit materieel de oudste dienstvaardige generatie metro van Nederland. 

## Indeling en inzet
De stellen zijn aangeschaft voor de Ringlijn 50 (Isolatorweg – Zuid – Bijlmer – Gein). De stroomafname geschiedt via de derde rail met een sleepschoen. In tegenstelling tot de S1/S2 die over de hele lengte van de wagen een uitklapbare trede hadden, hebben de wagens alleen bij de deuren een uitklapbare trede die na het versmallen van de perrons op de westtak werden vastgezet, behalve bij de 70-73 tot maart 2019 in verband met inzet naar Amstelveen. Net als de 11G-trams en het sneltrammaterieel S1/S2 hebben ze voetbediening. De stellen 70-73, die de deelserie S3 vormen, beschikken over één halve stroomafnemer voor de bovenleiding en konden hierdoor ook op metro/sneltramlijn 51 worden gebruikt. De M4 heeft een kleine stroomafnemer en kan deze alleen gebruiken voor het rangeren op het terrein van de Hoofdwerkplaats. Ook beschikt de S3 over zijspiegels bij de cabinedeuren, wat dan weer ontbreekt bij de M4. De wagens reden een korte tijd ook op lijn 53, maar wegens vandalisme en de gecombineerde materieelomloop van lijn 53 en 54 werden deze wagens slechts sporadisch ingezet op deze lijnen, alleen bij gebrek aan stellen van het metromaterieel M1/M2/M3. Sinds dat in 2015 is afgevoerd komt inzet op lijnen 53 en 54 weer dagelijks voor, waarbij twee of drie stellen worden ingezet. Er passen op het traject van de Oostlijn maximaal vijf stellen langs het perron en op het traject van lijn 50 vier stellen. Technisch gezien kunnen er maximaal vijf stellen gekoppeld rijden en passen langs het perron. In de praktijk bestaat een trein uit maximaal drie stellen.
Om meer staanplaatsen mogelijk te maken werd gekozen voor individuele zetels aan één zijde, in plaats van twee rijen tweezitsbanken aan weerszijden van het gangpad. Opvallend hierbij is dat, hoewel alle stellen gelijk zijn, bij een deel van de wagens de eenpersoonsbankjes aan de linkerzijde geplaatst zijn en bij een ander deel aan de rechterzijde (op de terugweg omgekeerd). De oorzaak hiervan is dat bij aflevering een deel van de wagens omgekeerd op de trailer stond en niet besloten werd de wagens te driehoeken (dit zou makkelijk kunnen via de sporendriehoek bij de Spaklerweg). Omdat door de eenpersoonsbankjes het aantal zitplaatsen te beperkt werd, besloot men slechts vier deuren per zijde te plaatsen in plaats van zes zoals het overige Amsterdamse metromaterieel. Hierdoor is de doorstroming moeizamer.
Door problemen met het verkrijgen van onderdelen voor de tandwielkasten zijn niet altijd alle stellen beschikbaar, waardoor te korte treinen verschijnen. Het GVB en CAF zijn het hierbij oneens over de vraag wie de kosten voor zijn rekening moeten nemen.

## Wijzigingen
Oorspronkelijk stonden de tweezitsbanken in een coupé-opstelling tegenover elkaar, maar sinds 2004 zijn zij opnieuw bekleed en achter elkaar geplaatst. Daarnaast zijn de bankjes vervangen voor een nieuw type (met blauw GVB-motief) en is de vloer voorzien van grijze vloerbedekking. De 70-73 hebben het langst hun oorspronkelijke interieur behouden, maar onder de stoelen waar een zandbak is geplaatst bleef de coupé-opstelling gehandhaafd.  Net als de serie 45-69 beschikken alle rijtuigen over een fietsenrek met plaats voor twee fietsen. Tevens zijn de deurknoppen vervangen door een ander type.
De meest opvallende wijziging is de kleurstelling; in 2004 is stel 90 als eerste voorzien van de nieuwe wit/blauwe kleurstelling. Vanaf 2006 werden de overige metro- en sneltramstellen aangepakt. Vanaf 2009 werd een grote sticker met de tekst "deze metro rijdt op groene stroom" op de zijkanten van de wagenbakken geplakt. Vanaf eind 2011 werden de koppen voorzien van een 9292OV-sticker.
In het voorjaar van 2015 werden de sneltrams (70-73) voor de dienst op de Amstelveenlijn aan de voor- en achterzijde voorzien van een rood/gele beplakking van schrikstrepen. Ook op de trams van lijn 5 zijn deze aangebracht.
In 2015 startte de verbouwing van de M4-treinstellen en later de S3-treinstellen voor het nieuwe beveiligingssysteem, dat reeds op het traject Isolatorweg – Amstelveenseweg was geïnstalleerd. De treinen zijn daarmee tevens voorbereid op het semi-automatisch rijden dat eind 2015 zou worden ingevoerd. De aangepaste stellen zijn te herkennen aan een tweetal zwarte antennes op het dak boven beide bestuurderscabines en aan een tweetal kasten in het interieur, direct achter de beide bestuurderscabines. Om plaats te maken voor deze kasten zijn achter beide bestuurderscabines twee tweezitsbanken verwijderd.
Tussen 2016 en 2019 hebben alle treinstellen een revisie ondergaan. Daarbij zijn onder meer de stoelen vervangen door een nieuw type kunststof stoelen dat lijkt op de stoelen die in de nieuwe M5-treinstellen zijn toegepast. Tevens hebben de 37 stellen hetzelfde kleurenschema van zilvergrijs, rood en zwart gekregen als de M5-treinstellen, en zijn voorzien van bestickering conform de huisstijl van R-net. Bij de S3-treinstellen zijn tevens de zijspiegels bij de cabinedeuren verwijderd. Sinds 3 maart 2019 worden de S3 treinstellen niet meer als sneltram gebruikt.

## Testritten Noord/Zuidlijn
In de nacht van 10 op 11 april 2015 is M4-stel 76 naar Amsterdam-Noord overgebracht ten behoeve van de eerste testen van de diverse veiligheids- en andere ICT systemen die bij de in 2018 te openen Noord/Zuidlijn zullen worden toegepast. Daartoe is de wagen voorzien van alle benodigde apparatuur en software. Alle wagens zullen met deze apparatuur worden uitgerust. De wagen maakte testritten tussen het opstelterrein bij station Noord en de Sixhaven en kon nog niet op eigen kracht rijden.
In de nacht van 25 op 26 oktober 2015 is voor het eerst een metrostel op de sporen in de Noord/Zuidlijntunnel geplaatst. M4-stel 106 werd vanaf station Zuid de tunnel ingetrokken. Met dit stel werd gedurende 10 dagen de treinbeveiliging in de tunnels getest. Dit gebeurde op dezelfde manier waarop dit ook in april 2015 in Noord werd gedaan. De metro reed daarbij niet op eigen kracht maar werd met hulp van een speciaal voertuig voortgetrokken en -geduwd.
Daadwerkelijke inzet van dit materieel op de Noord/Zuidlijn na voltooiing is niet voorzien.

## Vervanging
Door de instroom van het nieuwe Metromaterieel M7 is een deel van de 35 nog aanwezige stellen overbodig en staat buiten dienst. Op 11 juli 2024 werd bekendgemaakt dat GVB voor de volledige vervanging van de nog rijdende stellen nog eens 11 tot 13 nieuwe M7 stellen besteld.

## Afvoer
In 2022 werden de 82 en 85 terzijde gesteld als plukwagens en in 2023 afgevoerd.

## Afbeeldingen

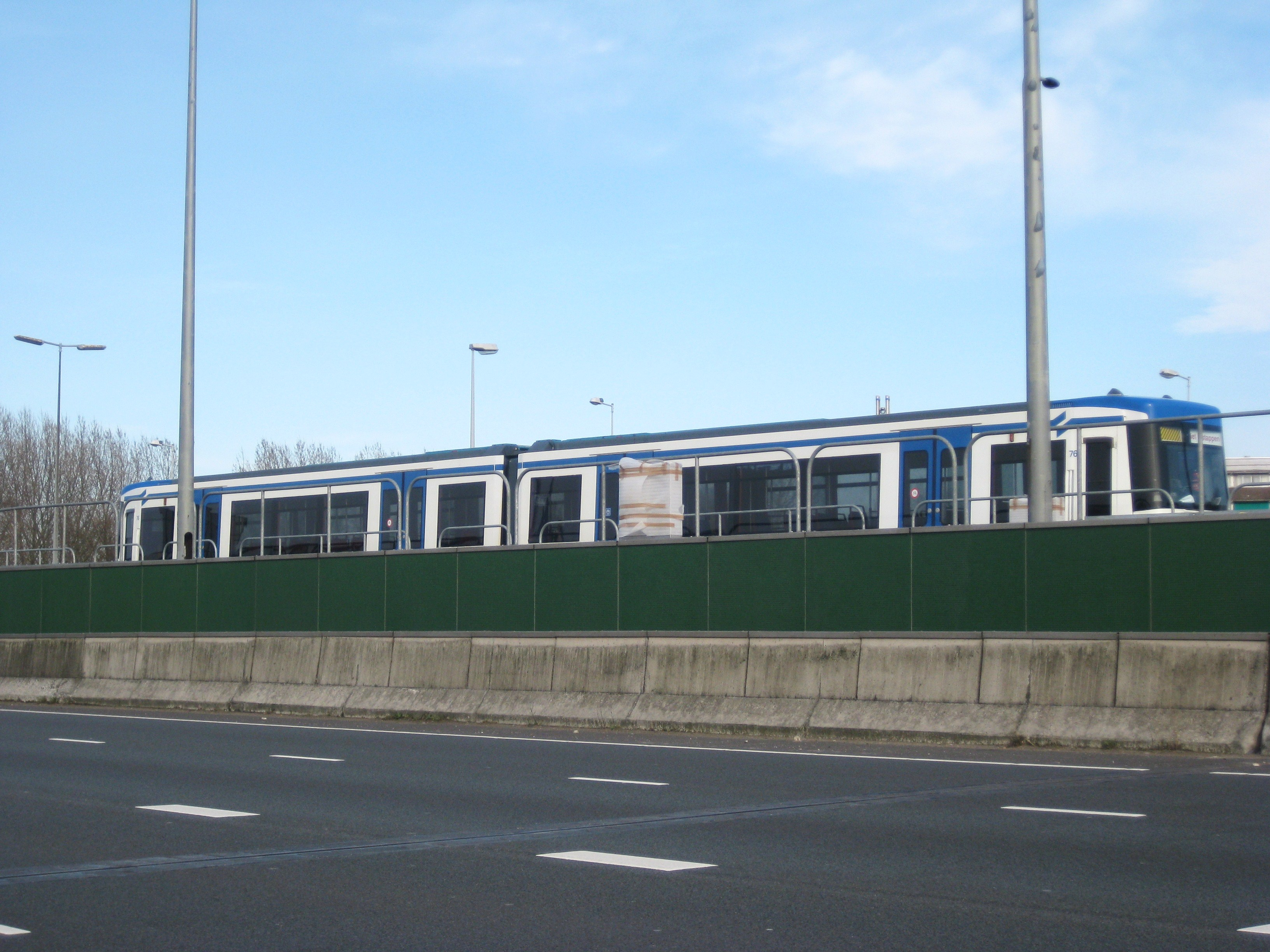
M4-stel 76, voor het eerst op de rails van de Nieuwe Leeuwarderweg, nog alleen voor testritten.
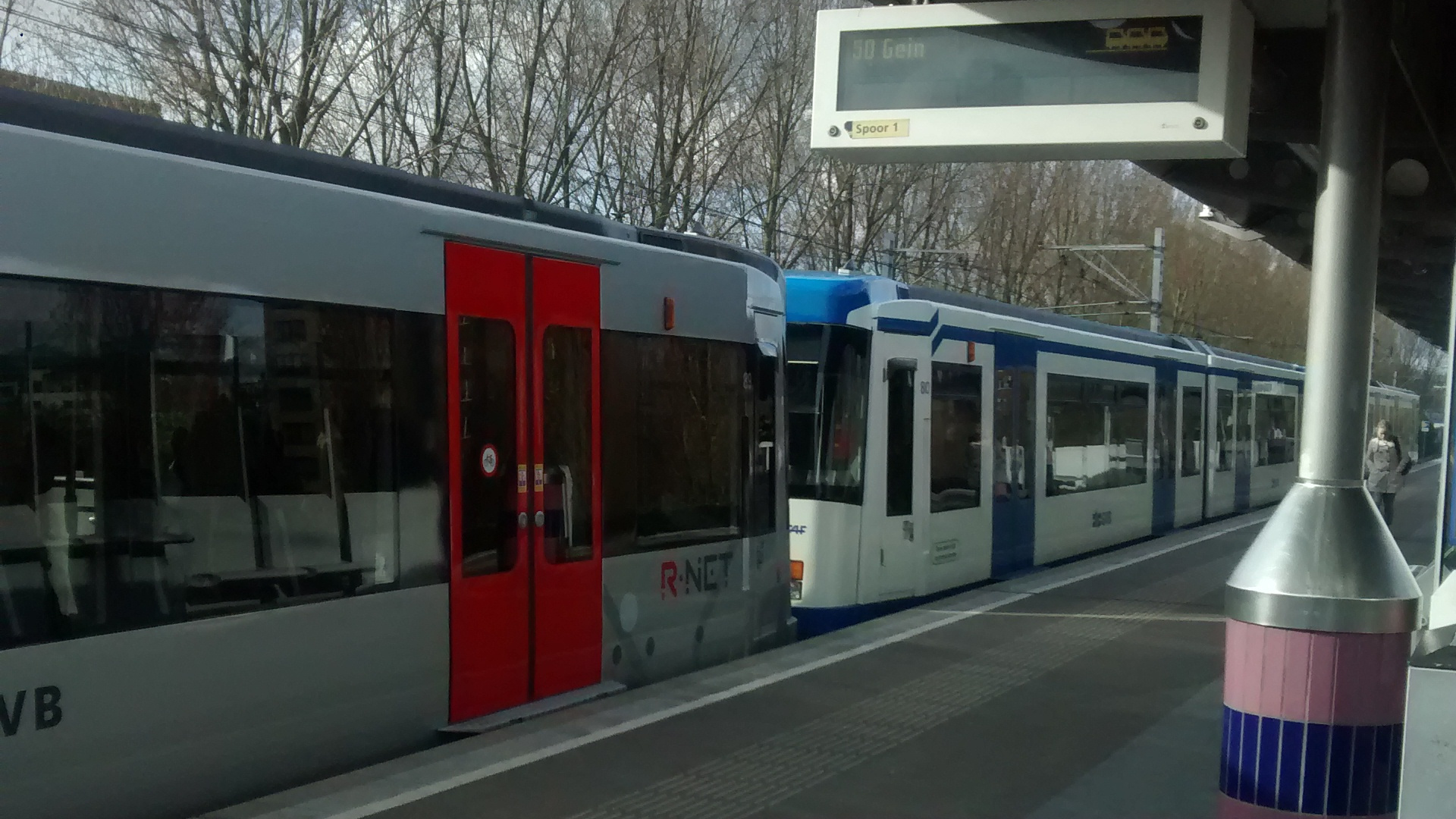
Twee gekoppelde M4 treinstellen waarvan een in de oude kleuren en een in de nieuwe kleuren op het metrostation Heemstedestraat.
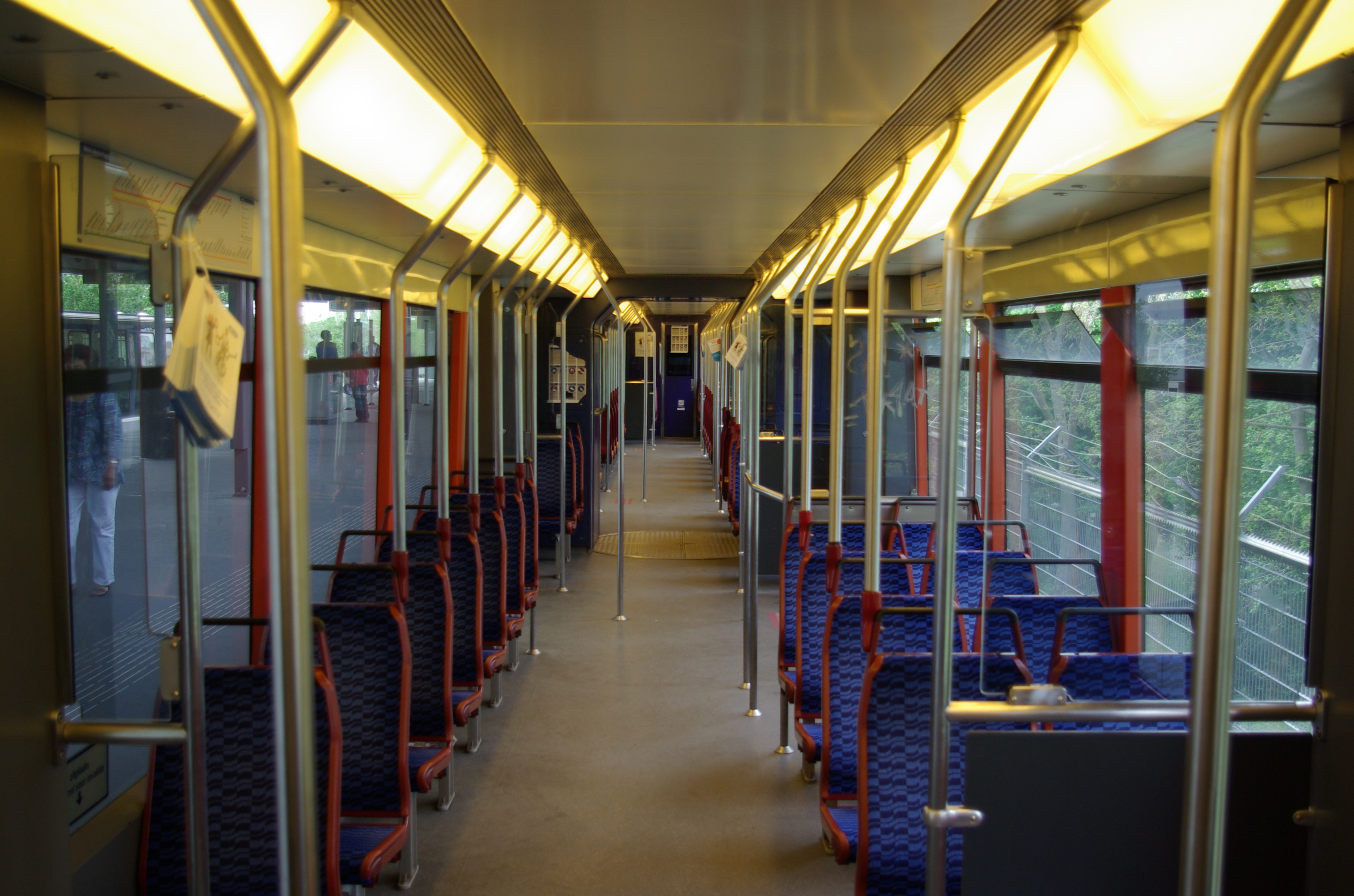
Het interieur van de M4-stellen.
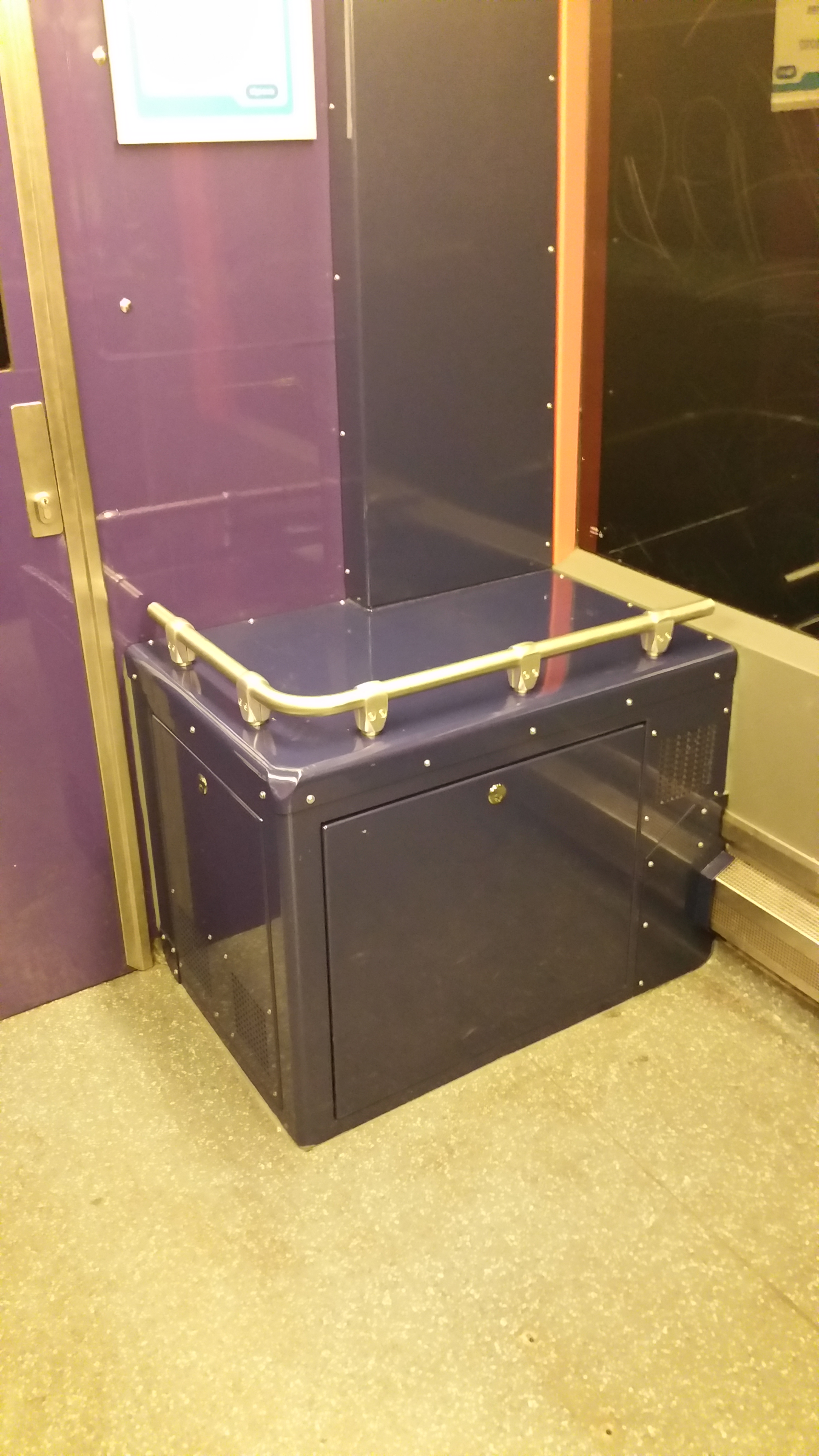
M4-stel 76: nieuw geplaatste kast ten behoeve van het toekomstige semi-automatisch rijden en nieuwe beveiligingssysteem.